# Lotus F1 Team
Lotus F1 Team là một đội đua Công thức 1 cũ có trụ sở ở Vương quốc Anh được đầu tư bởi công ty Genii Capital của Luxembourg. Đội đã thi đấu dưới tên gọi này trong Công thức 1 từ năm 2012 đến 2015 và kế tiếp từ đội đua Renault trước đây. Đội không liên quan gì đến đội đua cũ Team Lotus từ năm 1958 đến năm 1994, Team Lotus Racing được Malaysia cấp phép (tức là đội đua Caterham F1 cũ), mặc dù đội đó cũng sử dụng cái tên Team Lotus vào năm 2011. Sau khi Lotus gặp khó khăn về kinh tế vào năm 2015, Renault đã mua lại đội vào tháng 12 năm 2015. Kể từ năm 2016 trở đi, đội thi đấu với tư cách là đội đua Công thức 1 đại diện cho hãng xe hơi Renault.

## Lịch sử

### Sử dụng động cơ Renault (2012-2014)

#### 2012: Mùa giải thành công đầu tiên của đội
Vào giải đua xe Công thức 1 2012, đội tham gia Công thức 1 với tên gọi Lotus F1 Team. Cặp tay đua chính của đội trong mùa giải này bao gồm Kimi Räikkönen, người trở lại Công thức 1 sau hai năm nghỉ thi đấu và Romain Grosjean. Chiếc xe đua của đội là Lotus E20 với động cơ Renault. 
Vào đầu mùa giải, đội đã tham gia vào một cuộc phản đối việc sử dụng đuôi xe trên chiếc xe Mercedes F1 W03 của đội đua Mercedes AMG. Sau đó, bộ phận đó được gọi là 'đuôi xe hình ống dẫn F' hoặc 'hệ thống DRS kép'. Cuộc tranh chấp đó đã không được giải quyết cho đến chặng đua thứ ba ở Trung Quốc khi những người quản lý cuộc đua bác bỏ phản đối chính thức của đội. Đội đã không kháng cáo quyết định này. 
Lotus đã khởi đầu mùa giải một cách mạnh mẽ với Grosjean xuất phát ở vị trí thứ 3 tại Úc nhưng các sự cố ở vòng đầu tiên ở Úc và Malaysia đã làm lỡ cơ hội giành điểm đầu tiên của anh ta. Ở Trung Quốc, Räikkönen đang ở vị trí thứ nhì cho đến khi lốp xe bị hỏng khiến anh rơi khỏi vị trí tính điểm. Ở giải đua ô tô Công thức 1 Bahrain, Lotus giành được bục podium đầu tiên của mùa giải với Räikkönen về đích rất gần với người chiến thắng của cuộc đua là Vettel và Grosjean ở vị trí thứ 3. Ở Monaco, Grosjean dính vào một sự cố khác ở vòng đua đầu tiên nhưng ở Canada, anh thực hiện chiến lược một stint một cách hoàn hảo để giành vị trí thứ nhì. Đó cũng chính là thành tích tốt nhất trong sự nghiệp Công thức 1 của anh ấy. Tại chặng đua sau đó ở Valencia, Grosjean đang ở vị trí thứ nhì cho đến khi một sự cố kỹ thuật khiến anh phải bỏ cuộc. Mặc dù vậy, Räikkönen đã giành vị trí thứ nhì tiếp theo trên bục podium. 
Tại các chặng đua tiếp theo ở Đức, Hungary và Bỉ, Räikkönen đã 3 lần lên bục liên tiếp. Ở Hungary, Räikkönnen và Grosjean có một cuộc đọ sức giữa các đội sau vòng đổi lốp. Cuối cùng, Räikkönen về đích ở vị trí thứ 2 với Grosjean về thứ 3 trên bục podium. Tại giải đua ô tô Công thức 1 Bỉ 2012, Grosjean đã tham gia vào một vụ chồng chất nhiều ô tô bắt đầu cuộc đua, dẫn đến việc anh ta, Lewis Hamilton, Fernando Alonso và Sergio Pérez đều phải bỏ cuộc. Sau cuộc đua, Grosjean bị cấm thi đấu một chặng đua tiếp theo ở Monza. Anh đã được thay thế cho cuộc đua cuối tuần bởi tay đua dự bị người Bỉ Jérôme d'Ambrosio. Sau khi suýt giành chiến thắng ở Bahrain, Räikkönen đã mang về chiến thắng đầu tiên cho đội ở giải đua ô tô Công thức 1 Abu Dhabi. Đây cũng là chiến thắng trong cuộc đua đầu tiên của anh ta sau khi trở lại Công thức 1. Sau khi về đích ở vị trí tính điểm 19 trong số 20 cuộc đua và đạt được 7 lần lên bục podium (bao gồm cả chiến thắng ở Abu Dhabi), Räikkönen đã đứng thứ 3 trong BXH các tay đua với Lotus đứng thứ 4 trong BXH các đội đua chung cuộc.

#### 2013: Nối tiếp thành công của năm 2012

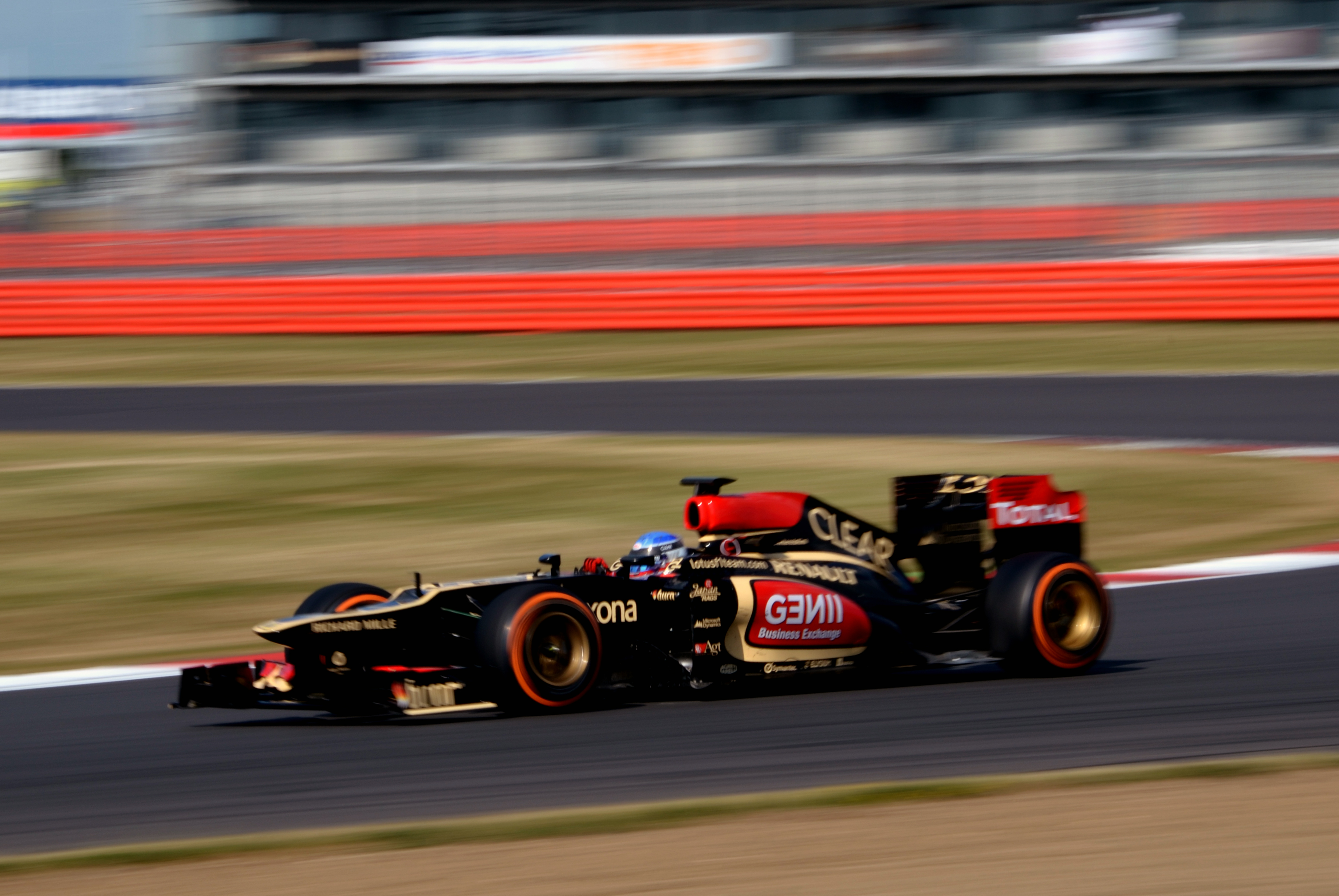
Nicolas Prost lái xe của Lotus F1 Team trong sự kiện tay đua trẻ của Công thức 1

Vào mùa giải 2013, Räikkönen và Grosjean tiếp tục ở lại đội và Lotus E21 là chiếc xe đua của mùa giải này. Räikkönen giành chiến thắng trong chặng đua mở màn của mùa giải ở Úc và về nhì trong sáu cuộc đua khác và hạng ba trong một cuộc đua. Thêm vào đó, Grosjean cán đích một lần ở vị trí thứ hai và năm lần ở vị trí thứ ba. Đội ghi được 315 điểm trong suốt mùa giải và giống như năm ngoái, đội đứng thứ tư trong bảng xếp hạng các tay đua. Bất chấp màn trình diễn xuất sắc của đội, đội đã gặp phải khó khăn kinh tế và Räikkönen đã thông báo vào tháng 9 năm 2013 rằng anh sẽ quay lại đội Ferrari cũ của mình cho mùa giải tới. Sau cuộc phẫu thuật lưng, anh đã được thay thế trong hai chặng đua cuối cùng của mùa giải bởi người đồng hưong Heikki Kovalainen, người đã không thể ghi điểm cho đội.

#### 2014: Sa sút
Trong mùa giải 2014, cặp tay đua chính của đội bao gồm Pastor Maldonado từ Williams, và Romain Grosjean. Chiếc xe của đội trong mùa giải này là Lotus E22, được thiết kế bởi Nick Chester và Martin Tolliday. Giống như Red Bull, Toro Rosso và Caterham, đội cũng sử dụng động cơ hybrid của Renault (Renault Energy F1 2014). Các buổi thử nghiệm trước mùa giải cho thấy Renault gặp vô số vấn đề trong khu vực lái. Các tay đua của Lotus chỉ có thể thực hiện một vài vòng thử nghiệm. Các vấn đề tiếp tục xảy ra ở cuộc đua đầu tiên của mùa giải ở Úc. Tại vòng phân hạng ở Melbourne, Maldonado đã không thể lập thời gian do sự cố kỹ thuật. Tuy nhiên, anh đã được phép tham gia cuộc đua vì anh đã lập được thời gian dưới 107 phần trăm thời gian pole trong buổi tập thứ ba. Đội chỉ về đích trong top 10 ba lần trong suốt mùa giải và kết thúc mùa giải ở vị trí thứ 8  với 10 điểm.

### Sử dụng động cơ Mercedes trong mùa giải cuối cùng (2015)

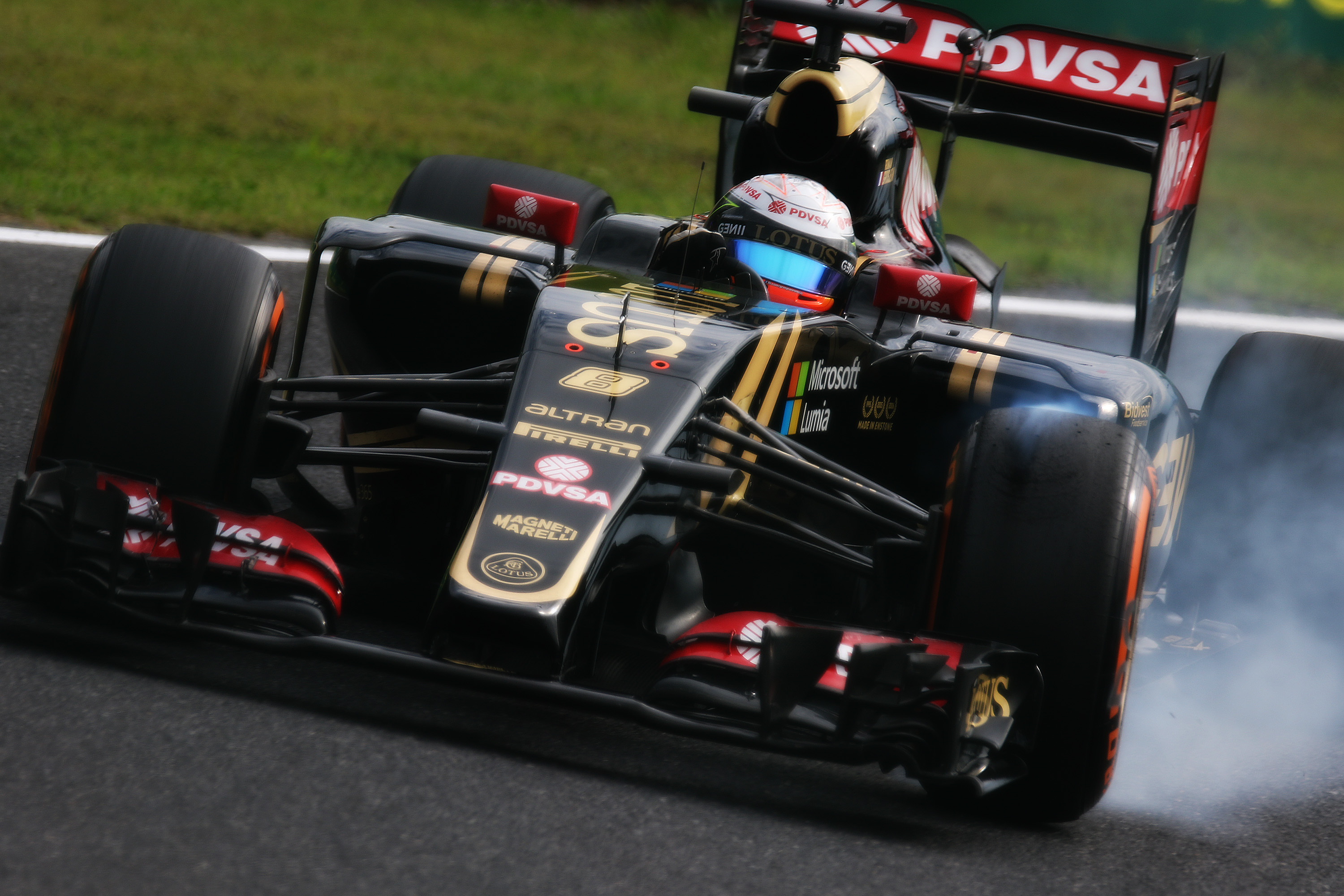
Romain Grosjean lái cho Lotus F1 Team vào năm 2015

Vào mùa giải 2015, Lotus đã thay đổi hãng cung cấp động cơ. Thay vì động cơ Renault, Lotus sử dụng động cơ Mercedes và trở thành đội khách hàng thứ ba của Mercedes cùng với Williams và Force India. Romain Grosjean và Pastor Maldonado tiếp tục ở lại đội.
Trong suốt mùa giải này, có tin báo rằng Renault sắp tiếp quản đội đua. Các nhà quản lý của Lotus và Renault đã xác nhận rằng các cuộc đàm phán diễn ra về vấn đề này. Tuy nhiên, một thỏa thuận ban đầu dự kiến cho mùa hè năm 2015 đã không thành hiện thực. Bất chấp những khó khăn kinh tế, kết quả của đội tốt hơn rất nhiều so với năm ngoái. Mặc dù Lotus là đội yếu nhất trong nhóm khách hàng của Mercedes, nhưng đội đã có thể tăng số điểm từ 10 lên 78 so với năm trước và sau khi mùa giải kết thúc, đội đứng ở vị trí thứ 6 trong bảng xếp hạng các tay đua. Đội lấy được điểm trong 15 chặng đua của mùa giải và kết quả tốt nhất của đội là vị trí thứ ba của Grosjean ở Bỉ.
Ngay cả khi mùa giải 2015 kết thúc, tương lai của đội ban đầu vẫn chưa rõ ràng. Trong suốt mùa giải, Renault đã thanh toán các hóa đơn chưa thanh toán của đội và theo các nhà quản lý của Lotus, các kỹ thuật viên của Renault đã làm việc tại nhà máy Lotus ở Enstone kể từ tháng 10 năm 2015. Tuy nhiên, vẫn chưa có thỏa thuận nào về việc Renault gia nhập. Ngay sau khi mùa giải kết thúc, Renault đã chính thức xác nhận việc tiếp quản đội. Theo báo cáo phương tiện truyền thông, lý do chính cho việc xác nhận liên tục bị hoãn là do Renault không thể đồng ý với Bernie Ecclestone về các khoản thanh toán tiền thưởng trong một thời gian dài vì những khoản này vượt quá các khoản thanh toán đã thỏa thuận với đội theo hợp đồng Concorde. Renault đã mua 90% cổ phần của đội đua thông qua công ty con Grigny ở Anh chỉ với 1 bảng Anh.

## Thống kê tổng thể
| Mùa giải | Xe đua     | Động cơ                         | Hãng lốp | Tay đua           | 1   | 2   | 3   | 4   | 5   | 6   | 7   | 8   | 9   | 10  | 11  | 12  | 13  | 14  | 15  | 16  | 17  | 18  | 19  | 20  | Tổng điểm | Vị trí trong BXH |
| -------- | ---------- | ------------------------------- | -------- | ----------------- | --- | --- | --- | --- | --- | --- | --- | --- | --- | --- | --- | --- | --- | --- | --- | --- | --- | --- | --- | --- | --------- | ---------------- |
| 2012     | E20        | Renault RS27-2012 2.4 V8        | P        |                   | AUS | MAL | CHN | BHR | ESP | MON | CAN | EUR | GBR | GER | HUN | BEL | ITA | SIN | JPN | KOR | IND | ABU | USA | BRA | 303       | 4                |
| 2012     | E20        | Renault RS27-2012 2.4 V8        | P        | Kimi Räikkönen    | 7   | 5F  | 14  | 2   | 3   | 9   | 8   | 2   | 5F  | 3   | 2   | 3   | 5   | 6   | 6   | 5   | 7   | 1   | 6   | 10  | 303       | 4                |
| 2012     | E20        | Renault RS27-2012 2.4 V8        | P        | Romain Grosjean   | Ret | Ret | 6   | 3   | 4F  | Ret | 2   | Ret | 6   | 18  | 3   | Ret | EX  | 7   | 19† | 7   | 9   | Ret | 7   | Ret | 303       | 4                |
| 2012     | E20        | Renault RS27-2012 2.4 V8        | P        | Jérôme d'Ambrosio |     |     |     |     |     |     |     |     |     |     |     |     | 13  |     |     |     |     |     |     |     | 303       | 4                |
| 2013     | E21        | Renault RS27-2013 2.4 V8        | P        |                   | AUS | MAL | CHN | BHR | ESP | MON | CAN | GBR | GER | HUN | BEL | ITA | SIN | KOR | JPN | IND | ABU | USA | BRA |     | 315       | 4                |
| 2013     | E21        | Renault RS27-2013 2.4 V8        | P        | Kimi Räikkönen    | 1F  | 7   | 2   | 2   | 2   | 10  | 9   | 5   | 2   | 2   | Ret | 11  | 3   | 2   | 5   | 7F  | Ret |     |     |     | 315       | 4                |
| 2013     | E21        | Renault RS27-2013 2.4 V8        | P        | Heikki Kovalainen |     |     |     |     |     |     |     |     |     |     |     |     |     |     |     |     |     | 14  | 14  |     | 315       | 4                |
| 2013     | E21        | Renault RS27-2013 2.4 V8        | P        | Romain Grosjean   | 10  | 6   | 9   | 3   | Ret | Ret | 13  | 19† | 3   | 6   | 8   | 8   | Ret | 3   | 3   | 3   | 4   | 2   | Ret |     | 315       | 4                |
| 2014     | E22        | Renault Energy F1-2014 1.6 V6 t | P        |                   | AUS | MAL | BHR | CHN | ESP | MON | CAN | AUT | GBR | GER | HUN | BEL | ITA | SIN | JPN | RUS | USA | BRA | ABU |     | 10        | 8                |
| 2014     | E22        | Renault Energy F1-2014 1.6 V6 t | P        | Romain Grosjean   | Ret | 11  | 12  | Ret | 8   | 8   | Ret | 14  | 12  | Ret | Ret | Ret | 16  | 13  | 15  | 17  | 11  | 17† | 13  |     | 10        | 8                |
| 2014     | E22        | Renault Energy F1-2014 1.6 V6 t | P        | Pastor Maldonado  | Ret | Ret | 14  | 14  | 15  | DNS | Ret | 12  | 17† | 12  | 13  | Ret | 14  | 12  | 16  | 18  | 9   | 12  | Ret |     | 10        | 8                |
| 2015     | E23 Hybrid | Mercedes PU106B Hybrid 1.6 V6 t | P        |                   | AUS | MAL | CHN | BHR | ESP | MON | CAN | AUT | GBR | HUN | BEL | ITA | SIN | JPN | RUS | USA | MEX | BRA | ABU |     | 78        | 6                |
| 2015     | E23 Hybrid | Mercedes PU106B Hybrid 1.6 V6 t | P        | Romain Grosjean   | Ret | 11  | 7   | 7   | 8   | 12  | 10  | Ret | Ret | 7   | 3   | Ret | 13† | 7   | Ret | Ret | 10  | 8   | 9   |     | 78        | 6                |
| 2015     | E23 Hybrid | Mercedes PU106B Hybrid 1.6 V6 t | P        | Pastor Maldonado  | Ret | Ret | Ret | 15  | Ret | Ret | 7   | 7   | Ret | 14  | Ret | Ret | 12  | 8   | 7   | 8   | 11  | 10  | Ret |     | 78        | 6                |

Chú thích:
- † – Tay đua không hoàn thành chặng đua nhưng được xếp hạng vì hoàn thành trên 90% cuộc đua.

Chú thích cho bảng điểm trên:
| Chú thích                | Chú thích                                |
| Màu                      | Ý nghĩa                                  |
| ------------------------ | ---------------------------------------- |
| Vàng                     | Chiến thắng                              |
| Bạc                      | Hạng 2                                   |
| Đồng                     | Hạng 3                                   |
| Xanh lá                  | Các vị trí ghi điểm khác                 |
| Xanh dương               | Được xếp hạng                            |
| Xanh dương               | Không xếp hạng, có hoàn thành (NC)       |
| Tím                      | Không xếp hạng, bỏ cuộc (Ret)            |
| Đỏ                       | Không phân hạng (DNQ)                    |
| Đen                      | Bị loại khỏi kết quả (DSQ)               |
| Trắng                    | Không xuất phát (DNS)                    |
| Trắng                    | Chặng đua bị hủy (C)                     |
|                          | Không đua thử (DNP)                      |
| Loại trừ (EX)            |                                          |
| Không đến (DNA)          |                                          |
| Rút lui (WD)             |                                          |
| Không tham gia (ô trống) |                                          |
| Ghi chú                  | Ý nghĩa                                  |
| P                        | Giành vị trí pole                        |
| Số mũ cao                | Vị trí giành điểm tại chặng đua nước rút |
| F                        | Vòng đua nhanh nhất                      |